# Ханита
Ханита (ивр. חניתה‎) — кибуц на севере Израиля. Расположен в западной Галилее, примерно в 15 километрах к северо-востоку от Нагарии; находится под юрисдикцией регионального совета Мате-Ашер.

## История

### Античность
Ханита основана на месте древних руин с тем же названием (Ханита; вариант: Ханута) и упоминается в талмудических писаниях: Тосефта (Швиит 4:9), Иерусалимский Талмуд (Дмай 2:1) и в мозаике Рехова III века.

### Османская эпоха
На карте Фонда исследования Палестины 1878 года, опубликованной К. Р. Кондером и Х. Х. Китченером, указан как руины Хурбет-Ханута.

### Британский Мандат
Ханита была основана 21 марта 1938 года в рамках программы Стена и башня во время арабского восстания 1936—1939 годов. Однако «Ханита» стала особым проектом, крупнейшим из всей операции, и ею руководил непосредственно Ицхак Саде, высший военный лидер ишува (еврейской общины в подмандатной Палестине). В отличие от других поселений с башнями и частоколами, Ханита не была основана на территории другого близлежащего поселения, где все строительные материалы хранились заранее, как это было принято. Отсутствие еврейских поселений в Западной Галилее и чрезвычайная удаленность места исключали этот вариант. В возведении первого обнесенного стеной лагеря приняли участие четыреста человек, среди которых было много нотрим (еврейской подмандатной полиции). Дорог к месту строительства не было, и материалы приходилось переносить вручную под вооруженной охраной. В связи с докладом комиссии Пиля 1937 года руководство ишува во главе с Давидом Бен-Гурионом считало, что раздел Палестины неизбежен, а границы должны быть определены дипломатическим путем, а без еврейского плацдарма Западная Галилея останется за пределами этих границ. Ханита стала одним из новых еврейских поселений, основанных в этом районе, и имела дополнительную оборонительную роль, поскольку находилась непосредственно на границе с Ливаном, в то время контролируемого Францией. Создание Ханиты было воспринято как самое впечатляющее действие операции по возведению «стены и башни», оно было частично запечатлено на пленку и стало темой оперы.

## Галерея
- Ханита, 1938 г.
- Ханита, 1938 г.
- Ханита, внутри стены, июнь 1938 г.
- Бойцы бригады Йифтах, рота «D», собираются в Ханите, 1948 г.
- Хаим Вейцман в гостях в Ханите

### Война Израиля и ХАМАС 2023 г.
Во время войны 2023 года между ХАМАС и Израилем северные приграничные поселения Израиля, включая Ханиту, подверглись целенаправленным атакам со стороны «Хезболлы» и палестинских группировок, базирующихся в Ливане, и были эвакуированы.

## Экономика
Экономика основана на сочетании сельского хозяйства и промышленности. В кибуце выращивают бананы, цитрусовые и полевые культуры. Основным источником дохода компании являются два завода: Kotlab, который производит металлизированные пленки для упаковки, тепло- и холодоизоляции, а также для использования в защитных устройствах, и Hanita Lenses, которая производит контактные линзы и линзы для имплантатов.
Сцены из фильма Кирка Дугласа 1953 года «Жонглер» снимались в Ханите.

## Население
По данным Центрального статистического бюро Израиля, население на начало 2020 года составляло 756 человек.